# ويليام بيتي (سياسي كندي)
ويليام بيتي هو سياسي كندي، ولد في 19 يناير 1835 في Stoneyford, County Kilkenny ‏ في جمهورية أيرلندا، وتوفي في 2 ديسمبر 1898 في باري ساوند ‏ في كندا. نشط حزبياً في الحزب الليبرالي في أونتاريو ‏. وقد انتخب عضو برلمان مقاطعة أونتاريو.